# Australospio mokapu
Australospio mokapu är en ringmaskart som beskrevs av Ward 1981. Australospio mokapu ingår i släktet Australospio och familjen Spionidae. Inga underarter finns listade i Catalogue of Life.